# Związki idealne
Związki idealne (ang. Perfect Couples, 2010–2011) – amerykański serial komediowy nadawany przez stację NBC od 20 grudnia 2010 roku do 7 kwietnia 2011 roku. W Polsce jest nadawany od 13 czerwca 2011 roku na kanale Comedy Central Polska.

## Opis fabuły
Dave (Kyle Bornheimer) i Julia (Christine Woods) to typowi małżonkowie z dłuższym stażem – w ich związku zaczyna „wiać” nudą, chociaż stawiając na kompromis wszelkie kłopoty rozwiązują polubownie. Vance (David Walton) i neurotyczna Amy (Mary Elizabeth Ellis) są ich całkowitym przeciwieństwem, nieustannie kłócą się i rozstają, a powiedzenie, iż miłość i nienawiść dzieli bardzo cienka granica, sprawdza się w ich przypadku znakomicie. Nad czwórką przyjaciół pieczę „sprawują” Rex (Hayes MacArthur) i Leigh (Olivia Munn) uważający, że najlepiej wiedzą, jak być idealną parą.

## Obsada
- Kyle Bornheimer jako Dave
- Christine Woods jako Julia
- David Walton jako Vance
- Mary Elizabeth Ellis jako Amy
- Hayes MacArthur jako Rex
- Olivia Munn jako Leigh